# 高島有終
高島 有終（たかしま ゆうしゅう、1942年3月15日 - ）は、日本の外交官。ドイツ駐箚特命全権大使などを歴任した。

## 経歴・人物
1964年（昭和39年）に外務省に入省する。ドイツ語研修を受ける。外務省アジア局北東アジア課長、外務大臣官房審議官、1994年（平成6年）外務省国際情報局長などを経て、国際協力事業団理事を務めたのち、2002年（平成14年）から2006年（平成18年）まで、ドイツ駐箚特命全権大使を務めた。2006年退官、みずほ銀行顧問等を務めたほか、2006年（平成18年）9月5日、日本スケート連盟副会長に選出された。この人事は2006年の不正経理事件を受けたもので、スケート関係者以外からの登用は初であった。連盟会長の橋本聖子は人脈を生かし、連盟の強化に携わることを期待する旨を表明した。ベルリン日独センター総裁。2017年（平成29年）秋の叙勲で瑞宝重光章を受章。

## 同期
- 加藤紘一（自由民主党幹事長、内閣官房長官、防衛庁長官）
- 川島裕（侍従長、外務事務次官）
- 法眼健作
- 渡辺伸（駐アルジェリア大使、駐アラブ首長国連邦大使）
- 佐藤俊一（駐ベルギー大使、外務省中南米局長）